# Vicepresidente de Venezuela
El Vicepresidente Ejecutivo de la República Bolivariana de Venezuela es el segundo cargo oficial más alto del Poder Ejecutivo de Venezuela y cabeza del Consejo Federal de Gobierno según se establece en la Constitución de la República.
La figura de Vicepresidente de la República aparece inicialmente con la creación de la República de Colombia (Gran Colombia) en 1819. Para Venezuela como estado independiente y separado de la unión, el cargo se crea a partir del establecimiento del Estado de Venezuela con la Constitución de 1830 hasta la de 1864. En 1901, la Constitución de los Estados Unidos de Venezuela promulgada por Cipriano Castro reincorpora los cargos de primer y segundo Vicepresidente, los cuales son eliminados en la Constitución de 1909 promulgada por Juan Vicente Gómez. El cargo de Vicepresidente deja de existir en Venezuela por 71 años, desde 1928 hasta la Constitución de 1999. Actualmente el cargo de Vicepresidente Ejecutivo de la República lo ejerce Delcy Rodríguez desde el 14 de junio de 2018.
Actualmente, el cargo está ubicado en el primer y único lugar en la línea de sucesión del Presidente de Venezuela, el cual aplica sólo ante los supuestos de falta absoluta del Presidente en ejercicio especificados en los artículos 233 y 234 de la Constitución.

## Nombramiento y Remoción
El Vicepresidente Ejecutivo es un cargo de libre nombramiento y remoción por parte del presidente de la República. Para ser Vicepresidente Ejecutivo se deben cumplir con los mismos requisitos que para ser Presidente de la República y no puede tener grado alguno de consanguinidad con este último.
El Vicepresidente puede ser removido por más de dos terceras partes de la Asamblea Nacional, mediante una moción de censura. Si durante los seis años de período presidencial del jefe de Estado se aprueban mociones de censuras a más de tres vicepresidentes, el presidente de la República estará facultado para disolver el Parlamento.

## Funciones del Vicepresidente Ejecutivo
De acuerdo con la Constitución de 1999, son atribuciones del Vicepresidente Ejecutivo:
1. Colaborar con el o la Presidente de la República en la dirección de la acción del Gobierno.
2. Coordinar la Administración Pública Nacional de conformidad con las instrucciones del Presidente o Presidenta de la República.
3. Proponer al presidente o la presidenta de la República el nombramiento y la remoción de los ministros.
4. Presidir, previa autorización del presidente o presidenta de la República, el Consejo de Ministros.
5. Coordinar las relaciones del Ejecutivo Nacional con la Asamblea Nacional.
6. Presidir el Consejo Federal de Gobierno.
7. Nombrar y remover, de conformidad con la ley, los funcionarios o funcionarias nacionales cuya designación no esté atribuida a otra autoridad.

## Lista de Vicepresidentes de Venezuela
| N.º | Vicepresidente               | Vicepresidente                           | Origen                                         | Inicio del mandato      | Fin del mandato          | Partido             | Presidente                                     |
| --- | ---------------------------- | ---------------------------------------- | ---------------------------------------------- | ----------------------- | ------------------------ | ------------------- | ---------------------------------------------- |
| Confederación Americana de Venezuela - Primera República 1811-1812 Triunvirato Ejecutivo - No existe el cargo de Vicepresidente.                                                             |                              |                                          |                                                |                         |                          |                     |                                                |
| República de Venezuela - Segunda República 1813-1814 No existe el cargo de Vicepresidente.                                                                                                   |                              |                                          |                                                |                         |                          |                     |                                                |
| República de Venezuela - Tercera República 1817-1819 No existe el cargo de Vicepresidente.                                                                                                   |                              |                                          |                                                |                         |                          |                     |                                                |
| República de Colombia - conocida como Gran Colombia 1819-1829 |                              |                                          |                                                |                         |                          |                     |                                                |
| 1 |                              | Francisco Antonio Zea (1766-1822)        | Medellín, Nueva Granada(hoy Colombia)          | 17 de diciembre de 1819 | 19 de marzo de 1820      | Centralista         | Simón Bolívar                                  |
| 2 |                              | Juan Germán Roscio (1763-1821)           | San Francisco de Tiznados, Venezuela           | 21 de marzo de 1820     | 10 de marzo de 1821      | Centralista         | Simón Bolívar                                  |
| 3 |                              | Antonio Nariño (1765-1823)               | Bogotá, Nueva Granada(hoy Colombia)            | 4 de abril de 1821      | 6 de junio de 1821       | Centralista         | Simón Bolívar                                  |
| 4 |                              | José María del Castillo (1776-1835)      | Cartagena, Nueva Granada(hoy Colombia)         | 6 de junio de 1821      | 3 de octubre de 1821     | Centralista         | Simón Bolívar                                  |
| 5 |                              | Francisco de Paula Santander (1792-1840) | Villa del Rosario, Nueva Granada(hoy Colombia) | 3 de octubre de 1821    | 27 de agosto de 1828     | Federalista         | Simón Bolívar                                  |
| Cargo abolido por Simón Bolivar en 1828 tras declararse poderes dictatoriales |                              |                                          |                                                |                         |                          |                     |                                                |
| Estado de Venezuela 1830-1864 |                              |                                          |                                                |                         |                          |                     |                                                |
| 6 |                              | Diego Bautista Urbaneja (1782-1856)      | Barcelona, Venezuela                           | 6 de mayo de 1830       | 1833                     | Partido Conservador | José Antonio Páez                              |
| 7 |                              | Andrés Narvarte (1781-1853)              | La Guaira, Venezuela                           | 1833                    | 24 de abril de 1836      | Partido Conservador | José Antonio Páez (1833-35)                    |
| 7 | José María Vargas (1835-36)  | Andrés Narvarte (1781-1853)              | La Guaira, Venezuela                           | 1833                    | 24 de abril de 1836      | Partido Conservador |                                                |
| 8 |                              | José María Carreño (1792-1849)           | Cúa, Venezuela                                 | 24 de abril de 1836     | 20 de enero de 1837      | Partido Conservador | Andrés Narvarte                                |
| 6 |                              | Diego Bautista Urbaneja (1782-1856)      | Barcelona, Venezuela                           | 20 de enero de 1837     | 11 de marzo de 1837      | Partido Conservador | José María Carreño                             |
| 9 |                              | Carlos Soublette (1789-1870)             | La Guaira, Venezuela                           | 11 de marzo de 1837     | 1841                     | Partido Conservador | Él mismo por decisión del Congreso (1837-1839) |
| 9 | José Antonio Páez (1839-41)  | Carlos Soublette (1789-1870)             | La Guaira, Venezuela                           | 11 de marzo de 1837     | 1841                     | Partido Conservador |                                                |
| 10 |                              | Santos Michelena (1797-1848)             | Maracay, Venezuela                             | 1841                    | 1846                     | Partido Conservador | José Antonio Páez (1841-43)                    |
| 10 | Carlos Soublette (1843-45)   | Santos Michelena (1797-1848)             | Maracay, Venezuela                             | 1841                    | 1846                     | Partido Conservador |                                                |
| 6 |                              | Diego Bautista Urbaneja (1782-1856)      | Barcelona, Venezuela                           | 1846                    | 1850                     | Partido Conservador | Carlos Soublette (1845-47)                     |
| 6 | José Tadeo Monagas (1847-49) | Diego Bautista Urbaneja (1782-1856)      | Barcelona, Venezuela                           | 1846                    | 1850                     | Partido Conservador |                                                |
| 11 |                              | Antonio Leocadio Guzmán (1801-1884)      | Caracas, Venezuela                             | 1850                    | 1853                     | Partido Liberal     | José Tadeo Monagas (1849-51)                   |
| 11 | José Gregorio Monagas (1851) | Antonio Leocadio Guzmán (1801-1884)      | Caracas, Venezuela                             | 1850                    | 1853                     | Partido Liberal     |                                                |
| 12 |                              | Joaquín Herrera (1784-1868)              | Valencia, Venezuela                            | 27 de enero de 1853     | 31 de enero de 1857      | Partido Liberal     | José Gregorio Monagas                          |
| 13 |                              | Francisco José Oriach (1826-c.1880)      | Aragua de Barcelona, Venezuela                 | 1857                    | 15 de marzo de 1858      | Partido Liberal     | José Tadeo Monagas                             |
| 14 |                              | Manuel Felipe Tovar (1803-1866)          | Caracas, Venezuela                             | 18 de marzo de 1858     | 29 de septiembre de 1859 | Partido Conservador | Julián Castro (1858-59)                        |
| 14 | Pedro Gual (1859)            | Manuel Felipe Tovar (1803-1866)          | Caracas, Venezuela                             | 18 de marzo de 1858     | 29 de septiembre de 1859 | Partido Conservador |                                                |
| 15 |                              | Pedro Gual (1783-1862)                   | Caracas, Venezuela                             | 10 de abril de 1860     | 20 de mayo de 1861       | Partido Conservador | Manuel Felipe Tovar                            |
| El cargo queda vacante entre 1861 y 1863 tras los poderes dictatoriales otorgados a José Antonio Páez                                                                                        |                              |                                          |                                                |                         |                          |                     |                                                |
| 11 |                              | Antonio Leocadio Guzmán (1801-1884)      | Caracas, Venezuela                             | 17 de junio de 1863     | 22 de abril de 1864      | Partido Liberal     | Juan Crisóstomo Falcón                         |
| La Constitución de los Estados Unidos de Venezuela de 1864 elimina el cargo de Vicepresidente                                                                                                |                              |                                          |                                                |                         |                          |                     |                                                |
| Estados Unidos de Venezuela 1901-1909 y 1922-1928 - Decretado por Cipriano Castro en 1899 y ratificado en la Constitución de 1901.                                                           |                              |                                          |                                                |                         |                          |                     |                                                |
| 16 |                              | Juan Vicente Gómez (1857-1935)           | La Mulera, Venezuela                           | 23 de octubre de 1899   | 19 de diciembre de 1908  | Militar             | Cipriano Castro                                |
| El cargo de Vicepresidente queda disuelto por la Constitución de los Estados Unidos de Venezuela de 1908, hasta su restitución en la Constitución de los Estados Unidos de Venezuela de 1922 |                              |                                          |                                                |                         |                          |                     |                                                |
| 17 |                              | Juan Crisóstomo Gómez (1860-1923)        | La Mulera, Venezuela                           | 16 de junio de 1922     | 30 de junio de 1923      | Político            | Juan Vicente Gómez                             |
| 17 |                              | José Vicente Gómez Bello (1884-1930)     | Cúcuta, Colombia                               | 16 de junio de 1922     | 23 de mayo de 1928       | Político y militar  | Juan Vicente Gómez                             |
| La Constitución de los Estados Unidos de Venezuela de 1928 elimina el cargo de Vicepresidente                                                                                                |                              |                                          |                                                |                         |                          |                     |                                                |
| República Bolivariana de Venezuela 1999-Actual - Constitución de 1999. |                              |                                          |                                                |                         |                          |                     |                                                |
| 18 |                              | Isaías Rodríguez (1942-2025)             | Valle de la Pascua, Venezuela                  | 20 de diciembre de 1999 | 24 de diciembre de 2000  |                     | Hugo Chávez                                    |
| 19 |                              | Adina Bastidas (1943-)                   | Caracas, Venezuela                             | 24 de diciembre de 2000 | 13 de enero de 2002      |                     | Hugo Chávez                                    |
| 20 |                              | Diosdado Cabello (1963-)                 | El Furrial, Venezuela                          | 13 de enero de 2002     | 14 de abril de 2002      |                     | Hugo Chávez                                    |
| 21 |                              | José Vicente Rangel (1929-2020)          | Caracas, Venezuela                             | 14 de abril de 2002     | 3 de enero de 2007       |                     | Hugo Chávez                                    |
| 22 |                              | Jorge Rodríguez (1965-)                  | Barquisimeto, Venezuela                        | 3 de enero de 2007      | 3 de enero de 2008       |                     | Hugo Chávez                                    |
| 23 |                              | Ramón Carrizalez (1952-)                 | Zaraza, Venezuela                              | 3 de enero de 2008      | 27 de enero de 2010      |                     | Hugo Chávez                                    |
| 24 |                              | Elías Jaua (1969-)                       | Caucagua, Venezuela                            | 27 de enero de 2010     | 10 de octubre de 2012    |                     | Hugo Chávez                                    |
| 25 |                              | Nicolás Maduro (1962-)                   | Caracas, Venezuela                             | 10 de octubre de 2012   | 5 de marzo de 2013       |                     | Hugo Chávez                                    |
| 26 |                              | Jorge Arreaza (1973-)                    | Caracas, Venezuela                             | 19 de abril de 2013     | 6 de enero de 2016       |                     | Nicolás Maduro                                 |
| 27 |                              | Aristóbulo Iztúriz (1946-2021)           | Curiepe, Venezuela                             | 6 de enero de 2016      | 4 de enero de 2017       |                     | Nicolás Maduro                                 |
| 28 |                              | Tareck El Aissami (1974-)                | El Vigía, Venezuela                            | 4 de enero de 2017      | 14 de junio de 2018      |                     | Nicolás Maduro                                 |
| 29 |                              | Delcy Rodríguez (1969-)                  | Caracas, Venezuela                             | 14 de junio de 2018     | 10 de enero de 2025      |                     | Nicolás Maduro                                 |
| 30 |                              | Delcy Rodríguez (1969-)                  | Caracas, Venezuela                             | 10 de enero de 2025     | en el cargo              |                     | Nicolás Maduro                                 |